# Вергопуло Еммануїл Іванович
Еммануїл Іванович Вергопуло (1795 , Херсон  — 18 (30) січня 1857 , Севастополь, Таврійська губернія ) — російський військово-морський офіцер, віце-адмірал. Основну частину служби проходив на Чорноморському флоті. Учасник російсько-турецької війни 1828—1829 років, Георгіївський кавалер (1831).

## Біографія
Народився близько 1795 року в Херсоні в сім'ї підпоручика грецького походження Івана Вергопуло та його дружини Олени Іванової.
Був представлений у гардемарини (1808), призначений у капітан-лейтенанти (1826), на лінійному 110-гарматному кораблі «Париж» крейсував з флотом у Анапи. У ході російсько-турецької війни 1828—1829 років брав участь, на посаді траншей-майора, у взятті цієї фортеці (1828), Георгіївський кавалер.
В 1834 командував фрегатом «Варна», призначений капітаном 1 рангу (1837). В 1839-1847 роках командував лінійним кораблем «Селафиїл». Був представлений в контр-адмірали (1847) з призначенням командиром 1 бригади 5 флотської дивізії, призначений головою аудиторіату Штабу чорноморського флоту і портів (1851), представлений у віце-адмірали (1855). Помер 18 січня 1857.

## Нагороди
Нагороджений багатьма російськими та іноземними орденами, а також Золотою зброєю «За хоробрість». Кавалер Ордена Святого Георгія IV ступеня № 4607 від 16 грудня 1831 року.

## Сім'я
Дружина: Катерина Петрівна (14.04.1807-4.05.1902), похована на Старому міському цвинтарі Севастополя.
Діти:
- Іван — здобув освіту в Інституті Корпусу інженерів шляхів сполучення, офіцер (з 1854), зарахований до Міністерства Внутрішніх справ (1869), дійсний статський радник (1879), таємний радник (1890), член Ради Міністра внутрішніх справ та Ради з залізничних справ Міністерство шляхів сполучення (з 1889), дійсний таємний радник (1915).
- Олександр (26.02.1840-18.06.1888) — з юнкерів Миколаївського училища гвардійських юнкерів випущений прапорщиком (з 16.06.1859) у Лейб-гвардії Гатчинський полк. Від Лейб-гвардії Гатчинського полку у складі роти Його Величності у чині підпоручика брав участь у урочистості відкриття у Найвищій присутності пам'ятника «Тисячоліття Росії» у Новгороді (8.09.1862). З 1871 р. полку було повернуто колишнє до 1855 р. найменування Лейб-гвардії Єгерський полк. У складі Лейб-гвардії Єгерського полку брав участь у російсько-турецькій війні (1877—1878). У чині капітана (на 28.08.1877) взяв участь у висуванні Лейб-гвардії Єгерського полку на театр воєнних дій. Представлений із капітанів у полковники (старшинство 30.08.1877). Прийняв командування 2-м батальйоном Лейб-гвардії Єгерського полку (з 24.09.1877). Командуючи своїм батальйоном у резерві, брав участь у бою під Телішем (12.10.1877), за що був удостоєний ордена св. Володимира 4 ст. з мечами та бантом (1878). За перехід через Балкани (13-18.12.1877) удостоєний золотої зброї (Найвищий наказ 13.01.1879). Представлений в Генерал-майори (старшинство 16.12.1885) зі звільненням, через хворобу, від служби з мундиром та пенсією двох третин окладу.